# Токшоу
То̀кшо̀у (от англ. talk, „говоря“ и show, „показвам (се)“) е развлекателен жанр в телевизионните и радиопредаванията, при който се обсъждат различни актуални теми от един или няколко души (гости), насочвани с въпроси от водещия. Обичайно, водещият на токшоуто е популярно лице от журналистиката или шоубизнеса. Според форма̀та на шоуто, водещият и гостите може да разговарят насаме пред камерите или в студиото да има публика, която в различна степен да осъществява обратна връзка и да взима участие в разговора.
В зависимост от насочеността и целите на предаването, токшоуто може да има различна структура. Класическият тип е сериозното политическо предаване, което се придържда предимно към схемата „въпроси-отговори“. Забавните и развлекателни предавания са с малко по-различна схема, поради различните си цели. Обща черта за двата вида токшоу предавания е, че се стремят предимно към атрактивност.

## Елементи на токшоуто
- Водещият (обикновено един, но може да са и двама) на токшоуто е в ролята на авторитета, на когото е поверено да насочва госта с въпроси, стараейки се да поддържа неутрален тон.

- Гостите са известни личности, било то нашумели, или отдавна познати в публичното пространство. Подбират се или заради авторитета си, когато става дума за обсъждане на актуален въпрос (обикновено в политическите предавания), или заради достатъчната атрактивност на личността (в забавните предавания).

- Други участници са характерни изключително за развлекателните програми. Те не разчитат само на дискусионната част. За да поддържат зрителския интерес, трябва да му предоставят разнообразие, затова основни елементи са също скечовете, които могат да включват водещия, или да се изпълняват изцяло от актьори.

- Публиката е почти винаги платена, което означава, че реакциите ѝ са контролирани. Аплодисментите, интересът, емоциите се показват на зрителя в подкрепа на внушението, което се цели. Публиката рядко взема някакво пряко участие в предаването.

- Зрителите / Слушателите могат да бъдат активни или пасивни. Обикновено участието на публиката извън студиото е чрез обаждане по телефона, но тенденцията е това да става чрез изпращане на есемеси (обикновено в опозицията за-против разисквания въпрос или в подкрепа на някой от гостите).

## Токшоу в България
- „Шоуто на Слави“ (bTV, 2000 – 2019)
- „Вечерното шоу на Азис“ (TV2, PRO.BG, 2007 – 2010)
- „Шоуто на Иван и Андрей“ (Нова телевизия, 2009 – 2011)
- „На инат“ (TV7, Нова телевизия, 2010 – 2011)
- „Късното шоу - Денис и приятели“ (БНТ, 2011 – 2013)
- „Късното шоу на bTV“ (bTV, 2017)
- „Шоуто на Мавриков“ (Евроком, 2018 – )
- „Вечерното шоу на Слави Трифонов“ (7/8 TV, 2019 – )
- „Събота вечер с Дони“ (БНТ, 2020)
- „Шоуто на Николаос Цитиридис“ (bTV, 2020 – 2023)
- „Събота вечер с Митко Павлов“ (БНТ, 2020 – 2021)
- „Забраненото шоу на Рачков“ (Нова телевизия, 2021 – 2022)
- „Събота вечер с БНТ“ (БНТ, 2022 – 2023)
- „Вечерното шоу" (БНТ, 2023 – 2024)